# Das Armband
Das Armband è un film muto del 1918 diretto da Hubert Moest che ha come protagonista femminile Eva Speyer.

## Trama
Un braccialetto perduto fa sospettare del fratello. Ma l'uomo, in realtà, è innocente.

## Produzione
Il film fu prodotto dalla Eiko-Film GmbH (Berlin).

## Distribuzione
Uscì nelle sale cinematografiche tedesche presentato a Berlino il 2 gennaio 1918.